# 706 Hirundo
Hirundo (asteróide 706) é um asteróide da cintura principal com um diâmetro de 29,22 quilómetros, a 2,1924995 UA. Possui uma excentricidade de 0,195951 e um período orbital de 1 644,67 dias (4,5 anos).
Hirundo tem uma velocidade orbital média de 18,0369976 km/s e uma inclinação de 14,47216º.
Esse asteróide foi descoberto em 9 de Outubro de 1910 por Joseph Helffrich.